# Dacryodes
Dacryodes é um género botânico pertencente à família Burseraceae.

## Espécies
1. ↑  «Dacryodes — World Flora Online». www.worldfloraonline.org. Consultado em 19 de agosto de 2020